# Conferência Leste (KHL)
A Conferência Leste é uma das duas conferências da Liga Continental de Hóquei. Ela é composta por 15 equipes de três países diferentes: Cazaquistão, Rússia e República Popular da China.

## Equipes para2016–17[1]
| Divisão Kharlamov          | Divisão Chernyshev     |
| -------------------------- | ---------------------- |
| Ak Bars Kazan              | Admiral Vladivostok    |
| Avtomobilist Yekaterinburg | Amur Khabarovsk        |
| Lada Tolyatti              | Avangard Omsk          |
| Metallurg Magnitogorsk     | Barys Astana           |
| Neftekhimik Nizhnekamsk    | Kunlun Red Star        |
| Traktor Chelyabinsk        | Metallurg Novokuznetsk |
| Yugra Khanty-Mansiysk      | Salavat Yulaev Ufa     |
|                            | Sibir Novosibirsk      |